# Philipp Franz von Siebold-Preis
Der Philipp Franz von Siebold-Preis ist ein Preis, der nach dem deutschen Arzt, Japan- und Naturforscher, Ethnologe und Botaniker Philipp Franz von Siebold benannt ist. Dieser Forschungspreis wurde 1978 vom deutschen Bundespräsidenten Walter Scheel anlässlich seines Staatsbesuches in Japan gestiftet.
Der Forschungspreis wird jährlich an eine japanische Wissenschaftlerin oder einen japanischen Wissenschaftler verliehen, die oder der sich besondere Verdienste um ein besseres gegenseitiges Verständnis von Kultur und Gesellschaft in Deutschland und Japan erworben hat. Der Wissenschaftler sollte nicht älter als 50 Jahre sein und über hinreichende Kenntnisse der deutschen Sprache verfügen. Der Preisträger wird zusätzlich zu einem Forschungsaufenthalt bis zu einem Jahr nach Deutschland eingeladen. Der Preis ist mit einem Betrag von 50.000 EUR dotiert und wird zumeist vom deutschen Bundespräsidenten persönlich überreicht.

## Nominierung
Das Vorschlagsrecht für eine Nominierung haben neben den Präsidenten der japanischen Universitäten die früheren Siebold-Preisträger, die Leiter der Goethe-Institute in Japan und des Deutschen Instituts für Japanstudien, sowie der deutsche Botschafter in Tokio und der deutsche Generalkonsul in Osaka. Humboldt-Forschungsstipendiaten und -Preisträger können Vorschläge über den Rektor einer japanischen Universität unterbreiten. Über die Preisvergabe entscheidet ein besonderer Ausschuss unter dem Vorsitz des deutschen Botschafters in Japan. Eine Eigenbewerbung ist nicht möglich.

## Preisträger
- 1979: Shōsaku Numa, Biologie, Universität Kyōto
- 1980: Shirō Ishii, Rechtswiss., Universität Tokyo
- 1981: Bin Kimura, Psychiatrie, Städtische Universität Nagoya
- 1982: Naoji Kimura, Germanistik, Sophia-Universität
- 1983: Mitsuyuki Abe, Medizin, Universität Kyoto
- 1984: Zentarō Kitagawa, Rechtswiss., Universität Kyoto
- 1985: Hideo Nakamura, Bauingenieurwesen, Universität Tokyo
- 1986: Takeo Ōnishi, Wirtschaftswiss., Waseda-Universität
- 1987: Kenichi Mishima, Germanistik und Philosophie, Gakushūin-Universität
- 1988: Emiko Adachi, Augenheilkunde, Universität Chiba
- 1989: Tokiyasu Fujita, Rechtswiss., Tohoku-Universität
- 1990: Ryōsuke Ōhashi, Philosophie, Technische Universität Kyōto
- 1991: Kōichi Koshi, Kunstgeschichte, Kunst- und Musikhochschule Tokyo
- 1992: Sakue Yamada, Physik, Universität Tokyo
- 1993: Shigeo Nishimura, Rechtswiss., Kyushu-Universität
- 1994: Makoto Asashima, Biologie, Universität Tokyo
- 1995: Jun Matsuura, Germanistik, Universität Tokyo
- 1996: Ken Takahashi, Ingenieurwiss., Tohoku-Universität
- 1997: Keirō Hamasuna, Wirtschaftswiss., Kyushu-Universität
- 1998: Toshifumi Futamase, Physik, Tohoku-Universität
- 1999: Shinichi Nishikawa, Medizin, Universität Kyoto
- 2000: Kenji Yamamoto, Geographie, Hōsei-Universität
- 2001: Toshiaki Shibata, Physik, Tokyo Institute of Technology
- 2002: Hideo Kozono, Mathematik, Tohoku-Universität
- 2003: Yūji Segawa, Germanistik, Meiji-Universität
- 2004: Atsuko Ōnuki, Germanistik und Philosophie, Gakushūin-Universität
- 2005: Takeshi Tsubata, Medizin, Tokyo Medical and Dental University
- 2006: Makoto Ida, Rechtswiss., Keiō-Universität
- 2007: Tanehisa Otabe, Ästhetik, Universität Tokyo
- 2008: Isao Tanaka, Materialtechnik, Universität Kyoto
- 2009: Akio Ogawa, Germanistik und Linguistik, Kwansei-Gakuin-Universität
- 2010: Jun Tanaka, Kunstgeschichte, Universität Tokyo
- 2011: Hidetoshi Katori, Quantenoptik
- 2012: Atsushi Takada, Rechtswissenschaften
- 2013: Aeka Ishihara, Germanistik, Universität Tokyo
- 2014: Motomu Tanaka, Physik, Universität Kyoto
- 2015: Kazuhiro Takii, Rechtsgeschichte, International Research Center for Japanese Studies in Kyoto
- 2016: Takeshi Kawasaki, Politikwissenschaft, Sophia-Universität
- 2017: Hiroshi Abe, Philosophie, Universität Kyoto
- 2018: Kanako Takayama, Rechtswiss., Universität Kyoto
- 2019: Masahiro Noguchi, Politikwissenschaftler, Seikei-Universität Tokio
- 2020: Yuko Nishitani, Kyoto
- 2021: Hajime Konno, Aichi
- 2022: Keisuke Goda, Tokyo
- 2023: Fumio Inagaki, Yokohama
- 2024: Naoki Yoshida, Tokyo
- 2025: Keiichi Hirano, Kanazawa[1]